# Narancsbóbitás kakadu
A narancsbóbitás kakadu (latinul Cacatua sulphurea citrinocristata) a madarak (aves) osztályának a papagájalakúak (psittaciformes), ezen belül a kakadufélék (cacatuidae) családjába tartozó faj. Nem fenyegetett.

## Előfordulása
Észak-, dél- és délkelet-Ausztráliában, Tasmaniában valamint a partjaik előtti szigeteken, illetve Pápua Új-Guineában honos.

## Megjelenése
E kakadu testhossza 45-51 centiméter, testtömege a hímeknek 800-900 gramm, míg a tojóknak 810-910 gramm. Tollazata fehér, bóbitája narancssárga.

## Életmódja
Nappal aktív; párban vagy nagyobb csapatokban él. Esetenként több száz egyedből is állhat egy csapat. Általában vízközelben marad.

## Szaporodása
A költési idő változó. Új-Guineában februárban és márciusban, Ausztráliában a költés augusztus és január közé esik. Az eukaliptuszfák odvába rakja fészkét. Évente egyszer költ, a tojó kettő vagy ritkán három tojást tojik és ezeken mindkét szülő kotlik. A költés 30 napig tart. A fiatal madarak 60-70 nap után repülnek ki.

## Mint házikedvenc
A narancsbóbitás kakaduk a csendességükről ismertek, viszont erős személyiségük van és szeretnek játszani és a gazdájukkal lenni. Kíváncsiak és ragaszkodóak, sok törődést igényelnek.